# Party Rock Anthem
"Party Rock Anthem" é uma canção do grupo LMFAO com participação de Lauren Bennett e GoonRock. A canção é o single de avanço do segundo álbum de estúdio Sorry for Party Rocking lançado em 25 de janeiro de 2011, com raps feitos a partir de uma batida de house music. Sua produção contou com a ajuda de will.i.am e o som está entre os mais tocados nas pistas de todo o mundo no ano. O single foi número um na Austrália, Bélgica, Brasil, Canadá, Dinamarca, França, Alemanha, Irlanda, Nova Zelândia, Suíça, Reino Unido e Estados Unidos. Ela também alcançou o top cinco na Noruega e na Itália. Certificado como platina onze vezes é o segundo single mais vendido de todos os tempos na Austrália, atrás apenas da canção "Candle in the Wind 1997" de Elton John.
A canção ficou onze semanas na primeira posição na Nova Zelândia e dez semanas na Austrália. É o single mais longo na primeira posição na Nova Zelândia desde a música "Brother" do grupo Smashproofem de 2009 com 45.000 copias. Na Austrália, sendo o single mais longo a ficar também na primeira posição desde a música "I Wish I Was a Punk Rocker (With Flowers in My Hair)" de Sandi Thom de 2006 e sendo o single mais vendido de 2011. Ele já vendeu mais de 6.000.000 de downloads nos Estados Unidos tornando-se o mais rápido na história da música digital a chegar a marca de 6 milhões de vendas (em 48 semanas) ultrapassando a canção "Rolling in the Deep" da cantora Adele que alcançou em 54 semanas. Ele alcançou o número um na Billboard Hot 100 e permaneceu por seis semanas seguidas.
Ele também se tornou a sétima canção na história do gráfico a passar pelo menos 30 semanas no top 10 da Billboard Hot 100. Ele também já vendeu mais de 1.000.000 cópias no Reino Unido sozinho. Em todo o mundo, foi o terceiro single digital mais vendido de 2011 com 9,7 milhões de cópias.

## Videoclipe

### Sinopse
A coreografia do clipe é também de uma banda americana chamada de "Quest Crew" e é uma paródia do filme de terror 28 Days Later. No início do vídeo mostra uma legenda que explica que ambos "SkyBlu e Redfoo" caíram em um coma devido a "festa excessiva" que na verdade é a festa que eles deram no clipe de outra música e que seu single foi lançado no dia seguinte. Após a rubrica de "28 Days Later" - 28 dias depois, ambos são vistos em um hospital abandonado, acordam de seu coma em um estilo similar ao de personagem de Cillian Murphy no filme original.
Eles saem do hospital rumo a uma rua deserta cheia de lixo e carros abandonados. Um dos carros tem uma placa de licença vaidade que lê "GQ CUTS" the La Puente, California este seria uma empresa para cabelos que forneceram Styling para a gravação do vídeo. Eles então identificam um homem dançando e arrastando o "Party Rock Anthem" em seu iPhone depois rapidamente agarrado por um homem (interpretado pelo Malcolm Goodwin) uma paródia do jogo Left 4 Dead personagem "Louis", que esconde atrás do carro e explica-lhes que desde que o single saiu, todo mundo que ouve a música "embaralha" o dia todo, depois lhes entrega os fones de ouvido "Beats by Dr. Dre" (marca de fones de ouvido). Logo, a rua está cheia de "shufflers" (dança aonde os movimentos básicos da dança são uma ação de calcanhar e dedo-rápido com um estilo adequado para vários tipos de música eletrônica), incluindo companheiro rótulo, Colette Carr (um americano artista, rapper e compositor), todos dançando a música. Todos dançando a música quando um jovem tenta escapar de um prédio e ele é abordade pelos bailarinos e, posteriormente "infectados", logo ele começa a dançar também, onde suas roupas são alteradas para uma blusa com capuz escrito "Hi Mom!" T-shirt.
Redfoo e Skyblu ambos os fônes de inserção, é dito para toquem juntos. Assustado depois de ver o que aconteceu com o outro jovem, eles começam a dançar junto com os outros, fingindo ser infectados também. O resto do vídeo é preenchido com os danças dos bailarinos e LMFAO realizando coreografias complexas ao longo da rua deserta, intercaladas com fotos de LMFAO, Lauren Bennett e GoonRock durante a noite, cantando na frente de um carro em um beco. Ao meio do vídeo, a não infectada danças param Redfoo e Skyblu, que olham aterrorizados. O vídeo apresenta a colocação de produto aonde Skyblu pega uma garrafa de "Fentimans Cherry Tree Cola" (4:21). O vídeo termina com a legenda e voice-over "Every day I'm shufflin'".
O vídeo apresenta "Quest Crew", os vencedores do America's Best Dance Crew 3 ª temporada.

## Melbourne Shuffle
A dança na qual é usada no clipe e citada na música é o Melbourne Shuffle.
Melbourne Shuffle é um estilo de dança de Música Eletrônica, originado em meados de 1980 na cena Rave e Underground de Melbourne, Australia, e inspirada na cena Rave inglesa. Mundialmente conhecida e respeitada, é uma das danças eletrônicas mais ricas em cultura e diversidade de passos.
Muitas pessoas creem que foi o LMFAO que criou a dança, mas na verdade, eles apenas a usaram no clipe e distorceram a imagem e os passos da dança, dando a impressão que é uma criação deles. E como são cohecidos mundialmente, tranformaram-na em uma forma de se promoverem. Na competição que ocorreu para a escolha dos Shufflers que participariam do clipe, muitos Shufflers foram desclassificados por serem mais experientes e tecnicamente melhores que a dupla.
LMFAO não foram os pioneiros a usar Melbourne Shuffle em uma coreografia de clipe. Scooter, The Black Eyed Peas e 2PM usaram a dança antes de LMFAO.

## Faixas
- Download digital[6]

1. "Party Rock Anthem" – 4:22
2. "Party Rock Anthem (Radio Edit) - 4:33

- CD Single[7]

1. "Party Rock Anthem" (Album Version) – 4:23
2. "Party Rock Anthem" (Audiobot Remix) – 6:01

- Remixes

1. "Party Rock Anthem" (Wideboys Radio Edit) – 3:25
2. "Party Rock Anthem" (Wideboys Club Mix) - 5:49
3. "Party Rock Anthem" (Christopher Lawrence Radio Edit) - 3:38
4. "Party Rock Anthem" (Christopher Lawrence Club Mix) - 7:11
5. "Party Rock anthem" (Russ Chimes Dub) - 6:25
6. "Party Rock Anthem" (Alesso Remix) - 5:49
7. "Party Rock Anthem" (Benny Benassi Radio Edit) - 3:36
8. "Party Rock Anthem" (Benny Benassi Club Mix) - 6:17
9. "Party Rock Anthem" (Benny Benassi Dub Remix) - 6:01
10. "Party Rock Anthem" (Audiobot Remix) - 6:01
11. "Party Rock Anthem" (Cherry Cherry Boom Boom Bomber Remix) - 4:02
12. "Party Rock Anthem" (DJ Enferno Remix) - 4:52
13. "Party Rock Anthem" (Kim Fai Remix) - 6:53
14. "Party Rock Anthem" (Millions Like Us Dubstep Remix) - 4:38

## Paradas e certificações
| Posições (2011)                                 | Melhores posições |
| ----------------------------------------------- | ----------------- |
| O campo songid é OBRIGATÓRIO PARA PARADA ALEMÃ  | 1                 |
| Austrália (ARIA)                                | 1                 |
| Áustria (Ö3 Austria Top 75)                     | 1                 |
| Bélgica (Ultratop 50 de Flandres)               | 1                 |
| Bélgica (Ultratop 50 da Valônia)                | 2                 |
| Brasil (Billboard Hot Pop & Popular)            | 3                 |
| Canadá (Canadian Hot 100)                       | 1                 |
| Coreia do Sul (GAON)                            | 1                 |
| Dinamarca (Hitlisten)                           | 1                 |
| Escócia (Scottish Singles Chart)                | 1                 |
| Eslováquia (Rádio Top 100)                      | 1                 |
| Espanha (PROMUSICAE)                            | 7                 |
| Estados Unidos (Billboard Adult Pop Songs)      | 15                |
| Estados Unidos (Billboard Hot 100)              | 1                 |
| Estados Unidos (Billboard Hot Dance Club Songs) | 2                 |
| Estados Unidos (Billboard Latin Songs)          | 6                 |
| Estados Unidos (Billboard Latin Pop Songs)      | 6                 |
| Estados Unidos (Billboard Pop Songs)            | 1                 |
| Estados Unidos (Billboard Rap Songs)            | 4                 |
| Estados Unidos (Billboard R&B/Hip-Hop Songs)    | 79                |
| Finlândia (Suomen virallinen lista)             | 5                 |
| França (SNEP)                                   | 1                 |
| Hungria (Rádiós Top 40)                         | 1                 |
| Irlanda (IRMA)                                  | 1                 |
| Itália (FIMI)                                   | 5                 |
| Japão (Japan Hot 100)                           | 9                 |
| Países Baixos (Dutch Top 40)                    | 9                 |
| Países Baixos (Single Top 100)                  | 6                 |
| Nova Zelândia (Recorded Music NZ)               | 1                 |
| Noruega (VG-lista)                              | 3                 |
| Polónia (Dance Top 50)                          | 4                 |
| ERRO: DEVE FORNECER ano PARA PARADA checa       | 1                 |
| Reino Unido (UK Dance Chart)                    | 1                 |
| Reino Unido (UK Singles Chart)                  | 1                 |
| Rússia (EMI)                                    | 5                 |
| Suécia (Sverigetopplistan)                      | 3                 |
| Suíça (Schweizer Hitparade)                     | 1                 |

| País           | Certificadora | Certificação |
| -------------- | ------------- | ------------ |
| Alemanha       | BVMI          | Platina      |
| Austrália      | ARIA          | 11× Platina  |
| Bélgica        | BEA           | Platina      |
| Canadá         | Music Canada  | 6× Platina   |
| Dinamarca      | IFPI          | Platina      |
| Estados Unidos | RIAA          | 7× Platina   |
| França         | SNEP          | Platina      |
| Itália         | FIMI          | Platina      |
| Nova Zelândia  | RIANZ         | 4× Platina   |
| Suiça          | IFPI Suiça    | 2× Platina   |

| Posições (2011)                                 | Posição |
| ----------------------------------------------- | ------- |
| Alemanha (German Singles Chart)                 | 8       |
| Austrália (Australian Singles Chart)            | 1       |
| Austria (Austrian Singles Chart)                | 6       |
| Canadá (Canadian Hot 100)                       | 2       |
| Dinamarca (Danish Singles Chart)                | 9       |
| Estados Unidos (Billboard Hot 100)              | 2       |
| Estados Unidos (Billboard Hot Dance Club Songs) | 13      |
| Estados Unidos (Billboard Pop Songs)            | 1       |
| França (SNEP)                                   | 1       |
| Hungria (Hungarian Airplay Chart)               | 6       |
| Itália (FIMI)                                   | 18      |
| Japão (Japan Hot 100)                           | 55      |
| Nova Zelândia (New Zealand Singles Chart)       | 1       |
| Polônia (Polish Dance Singles Chart)            | 11      |
| Reino Unido (UK Singles Chart)                  | 3       |
| Suiça (Swiss Singles Chart)                     | 7       |